# جورج كاري (لاعب كرة قاعدة)
جورج كاري (بالإنجليزية: George Curry)‏ هو لاعب كرة قاعدة أمريكي، ولد في 23 ديسمبر 1888 في بريدجبورت في الولايات المتحدة، وتوفي في 5 أكتوبر 1963 في ويست هيفن في الولايات المتحدة.